# Dominique Devenport
Dominique Devenport, née le 1er janvier 1996 à Lucerne, est une actrice suisso-américaine,.

## Biographie
Dominique Devenport est née d'un père originaire du Wisconsin (États-Unis) et d'une mère suissesse. Elle grandit à Lucerne. Elle y acquiert sa première expérience d'actrice au théâtre de son école.
En 2012, elle joue dans le téléfilm suisse Nebelgrind de Barbara Kulcsar, qui raconte l'histoire d'une famille d'agriculteurs confrontée à la maladie d'Alzheimer. Elle y joue le rôle de Toni, la fille de l'agriculteur. En 2013, elle joue le rôle de Natalie dans le film Train de nuit vers Lisbonne avec Jeremy Irons,. En 2016/17, elle suit un cours intensif à la Schauspielfabrik de Berlin. Après avoir obtenu son diplôme d'études secondaires, elle étudie le théâtre à l'école Otto Falckenberg de Munich de 2017 à 2021,,,.
Dans la série télévisée RTL/TVNOW Sissi, qui fait sa première au Festival Cannes des séries en octobre 2021, elle endosse le rôle titre d'Élisabeth d'Autriche-Hongrie aux côtés de Jannik Schümann dans le rôle de François-Joseph Ier,,,. Toujours en 2021, elle est devant la caméra pour le film The Passport Forger de Maggie Peren,, Au début de la saison 2021/22, elle devient membre permanent de l'ensemble du Rostock Volkstheater,.
En plus du suisse allemand, elle parle l'anglais comme langue maternelle et le français.
Elle vit en Allemagne.

## Filmographie
- 2012 : Nebelgrind (téléfilm) : Toni
- 2013 : Train de nuit pour Lisbonne : Natalie
- 2014 : Gipfelstürmer
- 2021-2024 (Série) : Sissi : Élisabeth de Wittelsbach (dite « Sissi »)
- 2021 : The Passport Forger
- 2023 : Davos 1917 : Johanna Gabathuler

## Voix française
- Marion Péronnet dans (les séries télévisées) :
  - Sissi
  - Davos 1917